# Nadelhorn
Nadelhorn se nachází ve švýcarské části Walliských Alp, ve skupině Mischabelgruppe, kde je se svými 4327 metry (někdy též uváděno 4330 m) třetím nejvyšším vrcholem. Prvovýstup provedli 16. září 1858 Franz Andenmatten, Baptiste Epiney, Aloys Supersaxo a J. Zimmermann.

## Výstup
Normální výstupová cesta začíná ve známém horském středisku Saas Fee (1800 m) a vede přes chatu Mischabel Hütte (3340 m) a ledovec Hochbalmgletscher do sedla Windjoch (3860 m). Odtud pak dále jihovýchodním hřebenem po ledovci a později skále na vrchol (malý kříž). K výstupu je nutné plné ledovcové vybavení.

## Galerie

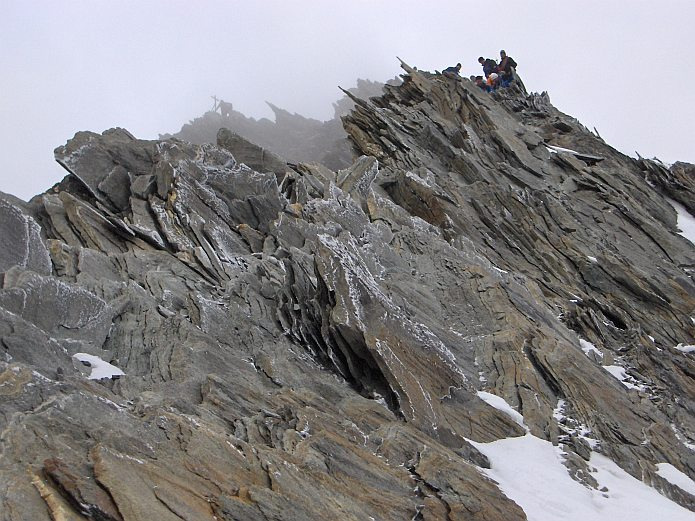
pod vrcholem Nadelhornu